# Hypobleta festiva
Hypobleta festiva är en fjärilsart som beskrevs av Pierre E.L. Viette 1961. Hypobleta festiva ingår i släktet Hypobleta och familjen nattflyn. Inga underarter finns listade i Catalogue of Life.